# Shanghai Fortress
Pour plus de détails, voir Fiche technique et Distribution.
Shanghai Fortress (simplifié : 上海堡垒 ; hanyu pinyin : Shànghǎi Bǎolěi, littéralement « Forteresse de Shanghaï ») est un film de science-fiction chinois réalisé par Teng Huatao, sorti en 2019. Il s’agit de l’adaptation du roman chinois homonyme de Jiang Nan,.

## Synopsis
Dans un futur proche (2042), Shanghai devient le dernier espoir pour défendre l'humanité contre l'attaque d'une force extraterrestre qui assiège de nombreuses villes à travers le monde, pour récolter une énergie cachée, trouvée sur terre. Le jeune homme Jiang Yang (Luhan), étudiant, tombe amoureux de Lin Lan (Shu Qi) qu'il suit dans la forteresse de Shanghai. De jeune collégien amoureux et ignorant, il va devoir traverser ces heures sombres et sans merci pour devenir, quoi qu'il en coûte, le héros dont l'humanité a besoin.

## Fiche technique
- Titre original : 上海堡垒
- Titre international : Shanghai Fortress
- Réalisateur : Teng Huatao
- Scénario : Jiang Nan, d’après son roman homonyme[1]
- Direction artistique : Thomas Chong et Joseph C. Nemec III
- Décors : Karl Tan et Michael Turner
- Costumes : Vera Chow
- Photographie : Geoffrey Simpson
- Montage : Angie Lam
- Musique : Dong-jun Lee
- Production : Wang Chen
- Sociétés de production : China Entertainment Investment Group Limited by Share Ltd, China Film Group Corporation, Tianjin North Film Group, Beijing United Entertainment Partners Culture & Media Co., Ltd. et Tencent Pictures
- Sociétés de distribution : China Film Group Corporation et Beijing United Entertainment Partners Culture & Media Co., Ltd.
- Budget : 400 millions de yuan (soit 50 644 399 d’euros)[3]
- Pays d'origine :  Chine
- Langues originales : mandarin, anglais
- Format : couleur
- Genre : science-fiction
- Durée : 107 minutes
- Date de sortie :
  - Chine : 9 août 2019 (avant-première mondiale) ; 9 août 2019 (sortie nationale)
  - Monde : 13 septembre 2019 (Netflix)

## Distribution
- Luhan : Jiang Yang
- Shu Qi : Lin Lan
- Godfrey Gao : Yang Jiannan
- Shi Liang : Shao Yiyun
- Wang Sen : Pan Hantian
- Wang Gongliang : Zeng Yu
- Sun Jialing : Lu Yiyi

## Production
La production dure six ans, dont le budget compte près de 400 millions de yuan (soit 50 644 399 d’euros).
Le tournage commence le 11 septembre 2017.